# مراکز کارآفرینی کوثر
مراکز کارآفرینی کوثر نهاد توانمندسازی زنان فعال در ایران است که زیر نظر شهرداری فعالیت می‌کند. عمده مأموریت این نهاد آموزش مهارت‌های کاربردی برای اشتغال بانوان و کارآفرینی برای زن‌ها است. مراکز کارآفرینی کوثر در تهران و دیگر کلان‌شهرهای ایران فعال است. این نهاد در تهران وابسته به معاونت امور اجتماعی و فرهنگی شهرداری تهران است. که از سوی ستاد توانمندسازی بانوان برای زنان سرپرست خانوار ایجاد شده‌است.

## معرفی
مراکز کارآفرینی کوثر سال ۱۳۸۶ فعالیتش را در تهران آغاز کرد. در این مراکز علاوه بر آموزش مهارت‌های کاربردی که زمینه اشتغال بانوان را فراهم می‌آورد، بازارچه‌های خودش اشتغالی هم فراهم آمده‌است تا زن‌ها بتوانند تولیدات‌شان را مستقلاً بدون نیاز به واسطه به فروش برسانند.
مستند به گزارش‌های منتشر شده در اواخر دهه هشتاد خورشیدی بالغ بر سیصد هزار زن در تهران مسئولیت تأمین معاش و سرپرستی اقتصادی خانواده را به عهده داشتند. به این دلیل توجه به افزایش توانمندی زن‌های سرپرست خانوار و مهارت‌آموزی آن‌ها مورد توجه مدیران شهری وقت قرار گرفت. تا تیرماه سال ۱۳۹۱ قریب ۹۰ مرکز کارآفرینی کوثر در مناطق بیست و دوگانه شهرداری تهران ایجاده شده‌است. از مراکز کارآفرینی کوثر در کنار دیگر فعالیت‌های اجتماعی شهرداری تهران به عنوان مولفه‌هایی یاد می‌شود که شهرداری از یک نهاد خدماتی به یک نهاد اجتماعی و دغدغه‌مند در زمینه سبک زندگی شهروندان بدل شده‌است. همچنین ارائه وام بانکی و نیز تأسیس صندوق وام قرض‌الحسنه از دیگر خدماتی است که در مراکز کارآفرینی کوثر به زنان داده می‌شود.
جامعه هدف
بر اساس گزارش‌های منتشر شده اولویت ارائه مهارت‌های آموزشی و دیگر خدمات مراکز یاد شده به زن‌های سرپرست خانواده و نیز زن‌های بد سرپرست هستند. اما در صورت فراهم بودن امکان و طرفیت‌های زنان فاقد این چالش‌ها نیز می‌توانند از خدمات این مراکز بهره ببرند. همچنین بر اساس گزارش دیگر عنوان شده‌است. خانه‌های کوثر به زنان سرپرست خانوار که بر اثر طلاق، فوت و مفقودالاثر شدن همسر، بی‌سرپرست شده‌اند، زنان بد سرپرست که دارای همسر معتاد، بیکار، از کارافتاده، زندانی و تبعیدی هستند و زنان خود سرپرست که در سنین بالاتر از ۳۵ سال قرار دارند و ازدواج نکرده‌اند، این آموزش‌ها را می‌دهد و اشتغال‌آفرینان توانمند را جذب بازار کار می‌کند. افراد دارای این شرایط برای عضویت در مراکز کوثر، باید به مرکز کوثر دایر در منطقه شهرداری محل زندگی‌شان مراجعه و ثبت‌نام کنند.
مهارت‌های آموزشی در مراکز کوثر
رشته‌هایی که در منطقه یک آموزش داده می‌شود، با منطقه ۱۶ متفاوت است. در مراکز کارآفرینی کوثر مهارت‌های متعددی آموزش داده می‌شود. آموزش‌های مراکز مختلف در مناطق بیست و دوگانه شهرداری تهران با هم فرق دارد.
از آن جمله مهارت‌هایی که آموزش داده می‌شود می‌توان اشاره کرد به خیاطی، عروسک‌سازی، آشپزی، کفاشی، مونتاژ قطعات الکترونیک، تولید کالای خواب، تولید لباس بیمارستانی. پرمخاطب‌ترین این رشته‌ها عبارتند از: تولید پوشاک، تولید کالای خواب، بسته‌بندی پوشاک، آَشپزی و شیرینی‌پزی، مونتاژ کیت الکترونیکی، تایپ و خدمات کامپیوتری، تولید و رنگ‌آمیزی رزین‌های ساختمانی، تولید میوه‌خشک، خدمات چاپ، پرچم‌دوزی، صنایع‌دستی، قاب‌سازی، سبزی پاک‌کنی، مونتاژ ریسه روشنایی، تولید ظروف یکبار مصرف و تولید جعبه‌های هدیه.
بازارچه خوداشتغالی
علاوه بر مهارت‌آموزی به زن‌های برای داشتن کسب و کار شخصی ذیل مراکز کارآفرینی کوثر بازارچه‌های خوداشتغالی نیز ایجاد شده‌است و زن‌ها تولیدهای‌شان را به عموم عرضه می‌کنند و می‌فروشند. از زمان تأسیس تا سال ۱۳۹۲ قریب به یکصد و پنجاه بازارچه خوداشتغالی کوثر راه‌اندازی شده‌است. این بازارچه‌ها، به‌منظور عرضه و فروش تولیدات مراکز مهارت‌آموزی کوثر، تولیدات مشاغل خانگی و نیز اشتغال زنان سرپرست خانوار و فرزندان آنها ایجاد شده‌است همچنین بانوان سرپرست خانوار تحت پوشش کمیته امداد امام خمینی و سازمان بهزیستی نیز تولیدهای خود را در این بازارچه‌ها می‌فروشند.

## اهداف و ماموریت‌ها
مراکز کوثر، نگاهی اقتصادی و اجتماعی- فرهنگی دارند. هدف نهایی این مراکز آموزش و ایجاد توانمندی در زنان سرپرست خانوار است، به‌طوری که تمام منفعت و سود اقتصادی فعالیت‌های این مراکز نصیب زنان سرپرست خانوار می‌شود. در این خانه‌ها حرفه‌آموزی براساس اقتضای مناطق انجام می‌شود.

## تأثیر
از آغاز شکل‌گیری مراکز کارآفرینی کوثر در نیمه دهه هشتاد خورشیدی تا کنون گزارش‌های و پژوهش‌های متعددی دربارهٔ تأثیر این مراکز در توانمندی زن‌ها و کارآفرینی برای آن‌ها منتشر شده‌است. در سال ۱۳۸۹ سه سال بعد از اجرای این طرح زهرا مشیر رئیس ستاد توانمندسازی زنان سرپرست خانوار شهرداری تهران مدعی شد تأسیس مراکز کارآفرینی کوثر به اشتغال ده هزار زن در تهران کمک کرده‌است.
فرصت‌ها و تهدیدها
مراکز کارآفرینی کوثر برای توسعه و گسترش و استقبال بیشتر بانوان از آن و همچنین عدم استقال خانم‌ها با فرصت‌ها و تهدیدهایی روبرو است. براساس برخی افراد معتقدند گسترش چشم‌گیر دست‌فروشی در مترو از جمله موانع جدی برای استقبال بیش‌تر بانوان برای استفاده از خدمات این مرکز است؛ زیرا درآمد نقد و فوری از رهگذر دستفروشی برای بسیاری از زن‌ها دستفروشی، از وقت گذاشتن برای فراگیری مهارت ملموس‌تر است. از سویی برخی نیز معتقدند در صورتی که این مراکز همکاری‌های گسترده‌ای را با برندهای مطرح در حوزه‌های مختلف تولید رقم بزند امکان بهتر و گسترده دیده شدن آثار دست‌ساززن‌ها بهتر فراهم می‌شود.

## دیگر مراکز توانمندسازی
در کلان‌شهر تهران علاوه بر مراکز توان‌مندسازی کوثر، مراکز دیگری نیز در این حوزه فعالیت دارند. خانه‌های تسنیم، مجموعه‌های شهربانو، مجموعه‌های بهاران و مراکز پرتو می‌توان اشاره کرد.
خانه‌های تسنیم
خانه‌های تسنیم بخشی از سرای محله هستند و یکی از برنامه‌های آن کارآفرینی برای زنان و دختران هر محله است. مدیران هر محله در وهله اول، بانوان فعال و خوش فکر محله را شناسایی کرده و به آنها آموزش‌های لازم را می‌دهند. «ت» تسنیم به توانمندسازی زنان تهرانی اشاره دارد، «س» سبک زندگی اسلامی و ایرانی و ترویج این سبک در خانواده‌ها را درنظر دارد، «ن» به نهاد خانواده اشاره می‌کند، «ی» نشان‌دهنده یکدلی و ایثار است و «م» به مشارکت‌های اجتماعی ارجاع می‌دهد.بر همین اساس، خانه‌های تسنیم ۵ مأموریت اصلی دارند: نخستین مأموریت این خانه‌ها توانمندسازی اجتماعی زنان است. برای این کار، کلاس‌های آموزشی و کارگاه‌هایی برای بانوان ترتیب داده می‌شود تا مهارتی یاد بگیرند. جشنواره خوشنویسی کوثر، جشنواره عکس زنان و زندگی شهری یا مسابقات بهترین‌ها از دورریختی‌ها نمونه‌هایی از برنامه‌هایی است که مبتنی بر ایده توانمندسازی زنان توسط خانه‌های تسنیم برگزار می‌شود.
مجموعه‌های شهربانو
مجموعه‌های شهربانو در کنار اهدافی مانند فراهم آوردن امکان گردهمایی کاملاً زنانه و برآورده کردن امکان‌های تفریح زن‌ها در زمینه آموزش مهارت و نیز توانمندسازی زن‌ها در مناطق مختلف شهری به ویژه بوستان‌ها بانوان فعالیت دارد. یکی از اهداف اصلی درنظر گرفته شده برای این مجموعه‌ها، اشتغال‌زایی برای بانوان، به‌خصوص زنان سرپرست خانوار است. این مراکز کلاس‌های آموزشی مختلفی برگزار می‌کنند که می‌توانند جرقه شروع یک کارآفرینی توسط بانوان در شهر باشند. تا سال ۱۳۹۶ قریب ده مجموعه شهربانو راه‌اندازی شده‌است.
مجموعه‌های بهاران
مجموعه‌های بهاران با هدف توانمندسازی و حمایت از زنان درگیر آسیب‌های اجتماعی ایجاد شده‌است. این نهاد به منظور حمایت و پیشگیری و کاهش آسیب‌های اجتماعی در جامعه زنان ایجاد شده‌است. در کنار اقدامات مقابله‌ای- درمانی، از طریق ایجاد و فعال کردن مراکزی تحت عنوان بهاران در مناطق ۲۲ گانه به موضوع توانمندسازی، آموزش، حرفه‌آموزی، مهارت‌آموزی و درنهایت بازگشت معتادان و آسیب‌دیدگان اجتماعی به چرخه زندگی سالم پرداخته‌است. شهرداری تهران سعی کرده در این مسیر با ارائه خدمات بهداشتی، درمانی و رفاهی، گام‌های ابتدایی خود و سایر سازمان‌ها در راستای جمع‌آوری، غربالگری و درمان معتادان و آسیب‌دیدگان اجتماعی را تکمیل کند. تا اوائل دهه نود خورشیدی تهران بیش از ۲۰ خانه بهاران دارد.
مراکز پرتو
هدف اصلی مراکز پرتو کارآفرینی نیست. هدف اصلی این مراکز، ساماندهی کودکان در معرض آسیب و آسیب‌دیده اجتماعی تهران است که بیشتر شامل کودکان‌کار می‌شود. یکی از اهداف مهم مراکز پرتو، حمایت و توانمندسازی کودکان خیابانی و خانواده‌های آنهاست. تا اوائل دهه نود خورشیدی ۱۳مرکز پرتو در پایتخت فعالیت دارند. همچنین سایتی نیز به این منظور ایجاد شده‌است. که به نشانی http://swsc.tehran.ir بایگانی‌شده  در ۹ فوریه ۲۰۲۰ توسط Wayback Machine در دسترس است. برگزاری کلاس‌های آموزشی سوادآموزی، زبان و کامپیوتر از جمله برنامه‌های این نهاد توانمندسازی است. در زمینه حرفه‌آموزی هم هدف، توانمندسازی برخی کودکان یا والدین آنهاست.
مراکز ساماندهی معتادان تزریقی
ستاد شهر سالم تهران، جهت ساماندهی معتادان تزریقی تهران و با هدف کاهش آسیب‌های ناشی از اعتیاد، جلوگیری از خسارات ناشی از اعتیاد (ایدز و هپاتیت) و ساماندهی چهره شهر از وجود معتادان تزریقی، اقدام به تأسیس مرکز ساماندهی معتادان تزریقی (DIC) کرد. در ابتدا تعداد ۱۰ مرکز در شهر تهران پیش‌بینی شد. تا پایان سال ۱۳۸۸ به ۱۴ مرکز ارتقاء پیدا کرد.

## مراکز حمایتی مرتبط
در شهرداری تهران علاوه بر نهادهای توانمندسازی بانوان، نهادهای حمایتی دیگری نیز همراه‌سرا را برای حمایت از شهروندان ایرانی مسافر به تهران به دلیل معالج بیماران‌شان و نیز مرکز فرآموز برای آموزش به کودکان و همچنین سامان‌سرا را نیز حمایت از زندانیان درگیر افراد دارای اختلال‌های روانی ایجاد کرده‌است.
همراه‌سرا
روزانه شمار زیادی از شهروندان ایرانی برای استفاده از خدمات درمانی به پایتخت سفر می‌کنند و برای تسهیل اقامت همراهان بیمار بستری در مراکز بزرگ درمانی پایتخت ایران، شهرداری تهران اقدام به ایجاد مراکز همراه‌سرا کرده‌است. این مراکز سوئیت‌های با بیست و پنج متر مربع هستند دارای جای خواب، سرویس بهداشتی هستند. یکی از مراکز عمده همراه‌سراهای تهران با یک هزار تخت در مجاورت مجتمع بیمارستانی خمینی در دست احداث است.
سامان‌سرا
سامان‌سرا مراکز مراقبتی و حمایتی برای افرادی است که علاوه بر محکومیت قضایی به دلیل اختلال روانی یا بیماری د این مراکز نگهداری می‌شوند بر اساس گزارش‌های منتشر شده از سامان سرا به عنوان زندان، بیمارستان و تیمارستان یاد می‌شود و افرادی به سامان‌سرا فرستاده می‌شوند که درگیر سه چالش یاد شده هستند و در این وضعیت به سر می‌برند.
فرآموز
مراکز فرآموز نهاد حمایتی و آموزشی فعال در تهران است که به کودکان شش تا هیجده سال آموزش‌های رفتاری، تعامل اجتماعی، آموزش‌های شهروندی را ارائه می‌دهد.مرکز فر آموز به عنوان مرکز مشاوره و آموزش سوء مصرف مواد به ویژه سیگار برای کودکان تأسیس شده‌است. در این مرکز، به واسطه ارایه آموزش‌های کارشناسی شده به کودکان، انزجار نسبت به استعمال دخانیات در آنها شکل می‌گیرد. فرآموزان از طریق انتقال آموزه‌ها به همسالان و خانواده‌های خود، به عنوان گروه‌های آموزشی همسان عمل خواهند نمود.
اهداف طرح
1. توسعه مهارت‌های زندگی کودکان پیش دبستانی و دبستانی؛
2. تقویت توان و پتانسیل رفتارهای پیشگیری کننده در کودکان پیش دبستانی و دبستانی
3. تقویت باورهای ارزشی و اجتماعی از قبیل مثبت‌اندیشی، اعتماد به نفس و آموزش مهارت «نه» گفتن به کودکان
4. آشنایی تجسمی - عینی کودکان با آسیب‌های جسمی انجام رفتارهای پرخطر
5. مشاهده واقعی و عینی سرانجام آسیب‌های ناشی از رفتارهای پرخطر
6. آشنایی با مفاهیم سلامت و الگوی پیشگیری
7. انتقال مفاهیم آموخته شده از سوی کودکان به خانواده‌ها.

## شهرهای دارای مراکز کارآفرینی کوثر
مراکز کارآفرینی کوثر و دیگر مراکز توانمندسازی زنان و کودکان کار علاوه بر تهران در دیگر شهرهای بزرگ ایران مانند کرج و تبریز و شیراز و… فعالیت دارند.